# Lemma di Lax-Milgram
Il lemma di Lax-Milgram è un risultato di analisi funzionale con rilevanti applicazioni nella teoria delle equazioni alle derivate parziali ed è fondamentale in analisi numerica per lo studio del metodo degli elementi finiti. Il punto di partenza è la formulazione debole del problema alle derivate parziali.
Nel 1971 Ivo Babuška fornì una generalizzazione del teorema, il teorema di Babuška-Lax-Milgram.

## Enunciato
Sia {\displaystyle V} uno spazio di Hilbert con norma {\displaystyle \|\cdot \|}, sia {\displaystyle b(u,v)} una forma bilineare su {\displaystyle V} e sia {\displaystyle F} un funzionale lineare e continuo che opera su elementi di {\displaystyle V} (ossia un elemento del duale {\displaystyle V^{*}} di {\displaystyle V}); si voglia trovare {\displaystyle u\in V} soluzione del problema variazionale:
{\displaystyle b(u,v)=\langle F,v\rangle ,\qquad \forall v\in V,}
dove {\displaystyle \langle \cdot ,\cdot \rangle } rappresenta la dualità fra {\displaystyle V} e {\displaystyle V^{*}}. Se la forma bilineare è continua, ossia esiste una costante {\displaystyle C} positiva tale che:
{\displaystyle |b(u,v)|\leq C\|u\|\|v\|,\qquad \forall u,v\in V,}
ed è inoltre coerciva o ellittica, ossia esiste {\displaystyle \alpha } positiva tale che:
{\displaystyle b(v,v)\geq \alpha \|v\|^{2},\qquad \forall v\in V,}
allora il problema variazionale ammette un'unica soluzione. Si noti come non sia necessaria l'ipotesi che la forma bilineare sia simmetrica. Il lemma di Lax-Milgram fornisce inoltre una stima di stabilità per la soluzione {\displaystyle u}:
{\displaystyle \|u\|\leq {\frac {\|F\|_{V^{*}}}{\alpha }}.}